# 존 해나 (배우)
존 해나(John Hannah, 1962년 4월 23일~)는 스코틀랜드의 배우이다.

## 출연 작품

### 영화
- 네 번의 결혼식과 한 번의 장례식 (1994)
- 슬라이딩 도어즈 (1998)
- 미이라 (1999) - 조너선 카너핸 역
  - 미이라 2 (2001)
  - 미이라 3: 황제의 무덤 (2008)
- 허리케인 카터 (1999)
- 마지막 군단 (2007)
- 더 스토리: 세상에 숨겨진 사랑 (2012)
- 스코치드 어스: 분노의 추격자 (2018) - 닥 역
- 오버보드 (2018) - 콜린 역
- 프린세스 에미: 마법 책의 비밀 (2019, Prinzessin Emmy) - 영어 더빙

### 텔레비전
- 한여름 밤의 꿈 (2016)